# أليس كوبر
أليس كوبر (بالإنجليزية: Alice Cooper) مواليد 04 فبراير 1948 في ديترويت، ميشيغان، الولايات المتحدة، هو مغني وممثل وكاتب غنائي ودي جي ومغن مؤلف أمريكي بدأ مسيرته الفنية عام 1964.

## وصلات خارجية
- أليس كوبر على موقع IMDb (الإنجليزية)
- أليس كوبر على موقع ميوزك برينز (الإنجليزية)
- أليس كوبر على موقع رولينغ ستون (الإنجليزية)
- أليس كوبر على موقع قاعدة بيانات برودواي على الإنترنت (الإنجليزية)
- أليس كوبر على موقع قاعدة بيانات برودواي على الإنترنت (الإنجليزية)
- أليس كوبر على موقع إن إن دي بي (الإنجليزية)
- أليس كوبر على موقع أول ميوزيك (الإنجليزية)
- أليس كوبر على موقع ديسكوغز (الإنجليزية)
- أليس كوبر على موقع ديسكوغز (الإنجليزية)
- أليس كوبر على موقع قاعدة بيانات الفيلم (الإنجليزية)

- الموقع الإلكتروني